# Spiroctenus exilis
Espèce
Spiroctenus exilis est une espèce d'araignées mygalomorphes de la famille des Bemmeridae.

## Distribution
Cette espèce est endémique du KwaZulu-Natal en Afrique du Sud,. Elle se rencontre vers Ray Nkonyeni.

## Description
Le mâle holotype mesure 12 mm.

## Publication originale
- Lawrence, 1938 : A collection of spiders from Natal and Zululand. Annals of the Natal Museum , vol. 8, p. 455-524.